# Groupe Serbeco
Le Groupe Serbeco est un groupe d'entreprises genevois spécialisé dans la gestion des déchets, les systèmes de chauffage à bois, ainsi que la propreté et la location de vaisselle consignée pour les manifestations.
En 2019, l’entreprise détient 25 à 35 % de part de marché de la filière des déchets à Genève.

## Historique
L'entreprise Serbeco est fondée en 1977 par Ernest Plüss, à Satigny, dans la zone industrielle du Bois-de-Bay, sur une surface de 30 000 m2. Elle dispose depuis 2012 d’une annexe aux Acacias, un espace de récupération pour les entreprises nommé « "R" Praille ». 
Son nom est la combinaison des premières syllabes de « Services », « Bennes » et « Conteneurs ». Elle concentre initialement ses activités sur le transport des déchets.  
Elle est rachetée en 1991 par Bernard Girod. Sa conception de l'entreprise est celle d' « une entreprise familiale, qui réinvestit tout, qui cultive une vision du développement durable globale ». 
Serbeco devient un groupe au début du XXIe siècle, avec la création de l’entreprise Énergie Durable en 2008. L’entreprise ProP, fondée en 2004, collabore avec Serbeco puis rejoint le groupe en 2017. Bertrand Girod reprend la direction générale en 2012. Il est rejoint par ses frères Matthieu et Ludovic Girod à la direction commerciale et à la logistique.
En 2014, la clientèle se répartit entre industrie et construction (50 % du chiffre d'affaires), organismes institutionnels (40 %) et particuliers (10 %). Le groupe est certifié B-Corp en 2019.
Serbeco s’engage dans la formation et l’insertion par l’emploi, le Groupe forme et engage des anciens détenus, des personnes issues de la migration et des chômeurs en fin droit, avec des salaires basés sur les conventions collectives.
Un important incendie touche le centre de recyclage Serbeco à Satigny le 30 juin 2023. 8 000 m2 de détritus, de déchets de bois et de copeaux se sont enflammés.

## Flotte et effectifs
|      | employés | camions |
| ---- | -------- | ------- |
| 1991 | 3        | 2       |
| 2008 | 70       |         |
| 2012 | 80       | 40      |
| 2022 | 189      | 50      |

## Conteneurs
Les premiers conteneurs utilisés par Serbeco pour la récupération du verre sont hors-sol. Ce sont d'abord de grandes bennes fermées, équipées de plusieurs orifices destinés à recevoir bouteilles et bocaux que les utilisateurs trient selon leur couleur. Puis de petites bennes dites « cloches » (hexagonales, trois orifices, se vidant par le fond, soulevées par leur « champignon ») sont peu à peu installées dans les rues. Le premier conteneur enterré est installé au cimetière d’Hermance en 1991, c'est une nouveauté développée par Serbeco et baptisée « container’terrier ». L’ancien président du Conseil d’État Robert Cramer affirme en 2021 qu’il s'agissait alors d’une innovation très appréciée, « une véritable rupture avec ce qui était connu » jusqu’alors. 
La première commune genevoise à supprimer complètement la levée porte à porte est Cartigny en 2000, avec l’installation de déchetteries par Serbeco. Son taux de recyclage passe de 17 à 60% en une année. La ville de Genève débute en 2002 l’installation de conteneurs enterrés pour le verre, puis pour le PET. Serbeco fête son millième « container’terrier » en 2007. L’état de remplissage des bennes est contrôlé à distance dès 2013, permettant aux chauffeurs des sept camions de suivre un parcours optimal entre les bennes à vider. Cette gestion électronique des conteneurs permet aussi de planifier les vidanges en fonction de la rapidité des remplissages.

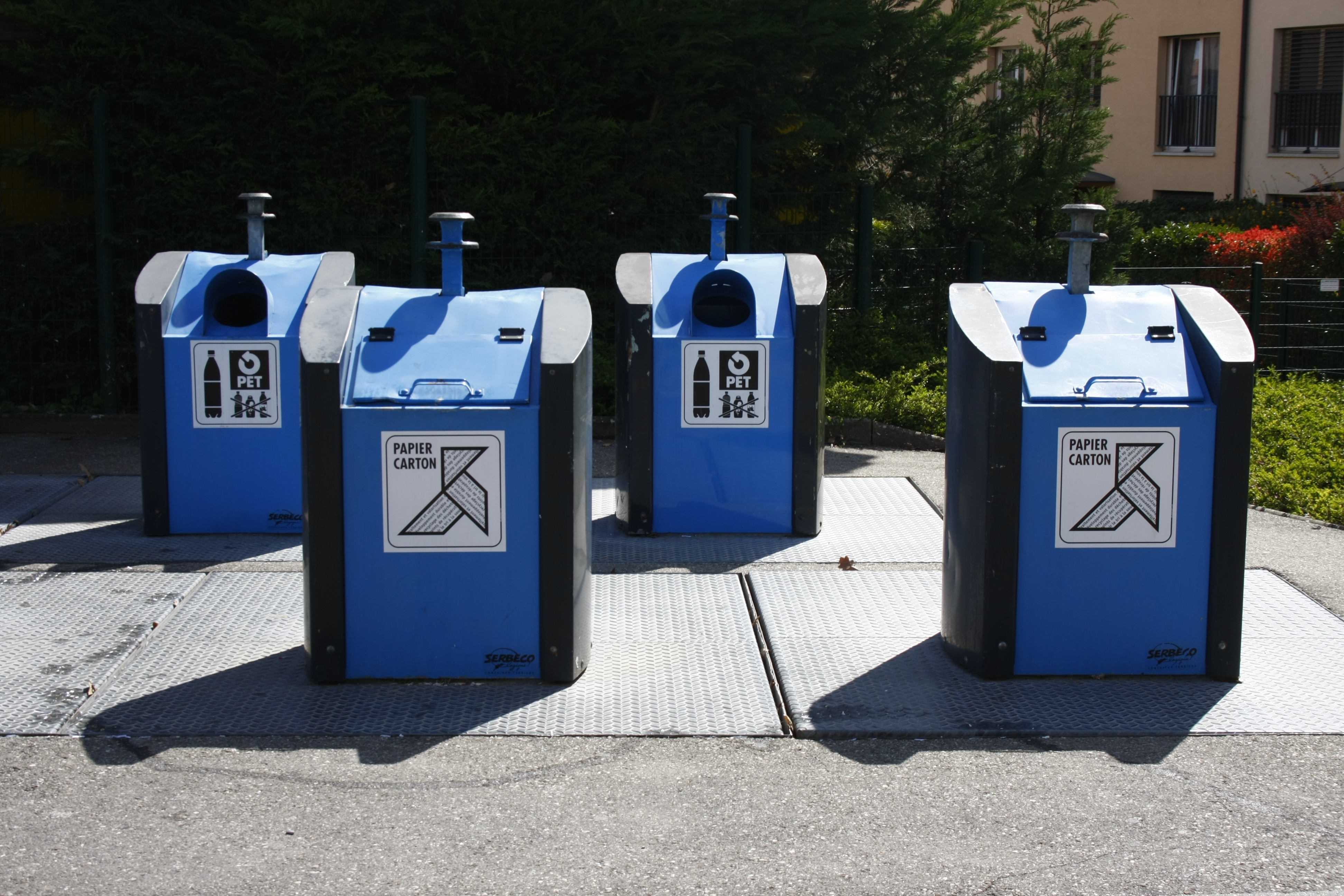
Déchetterie à Onex, 2016.
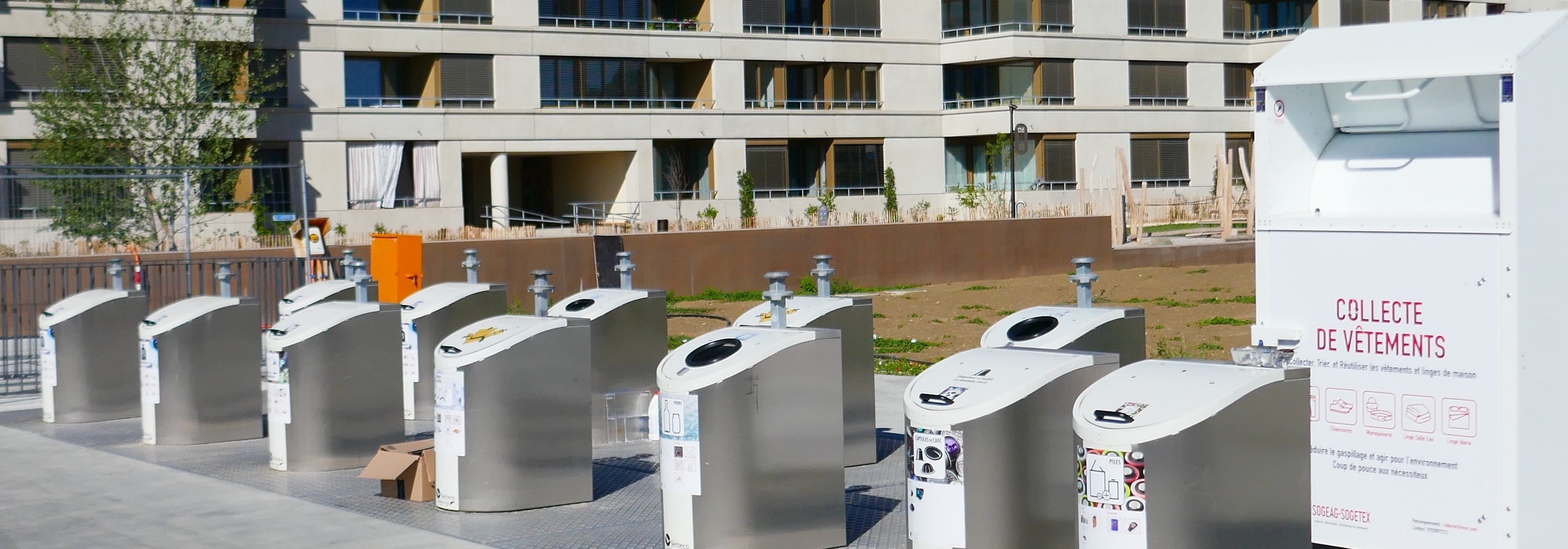
Déchetterie à Thônex, 2022.
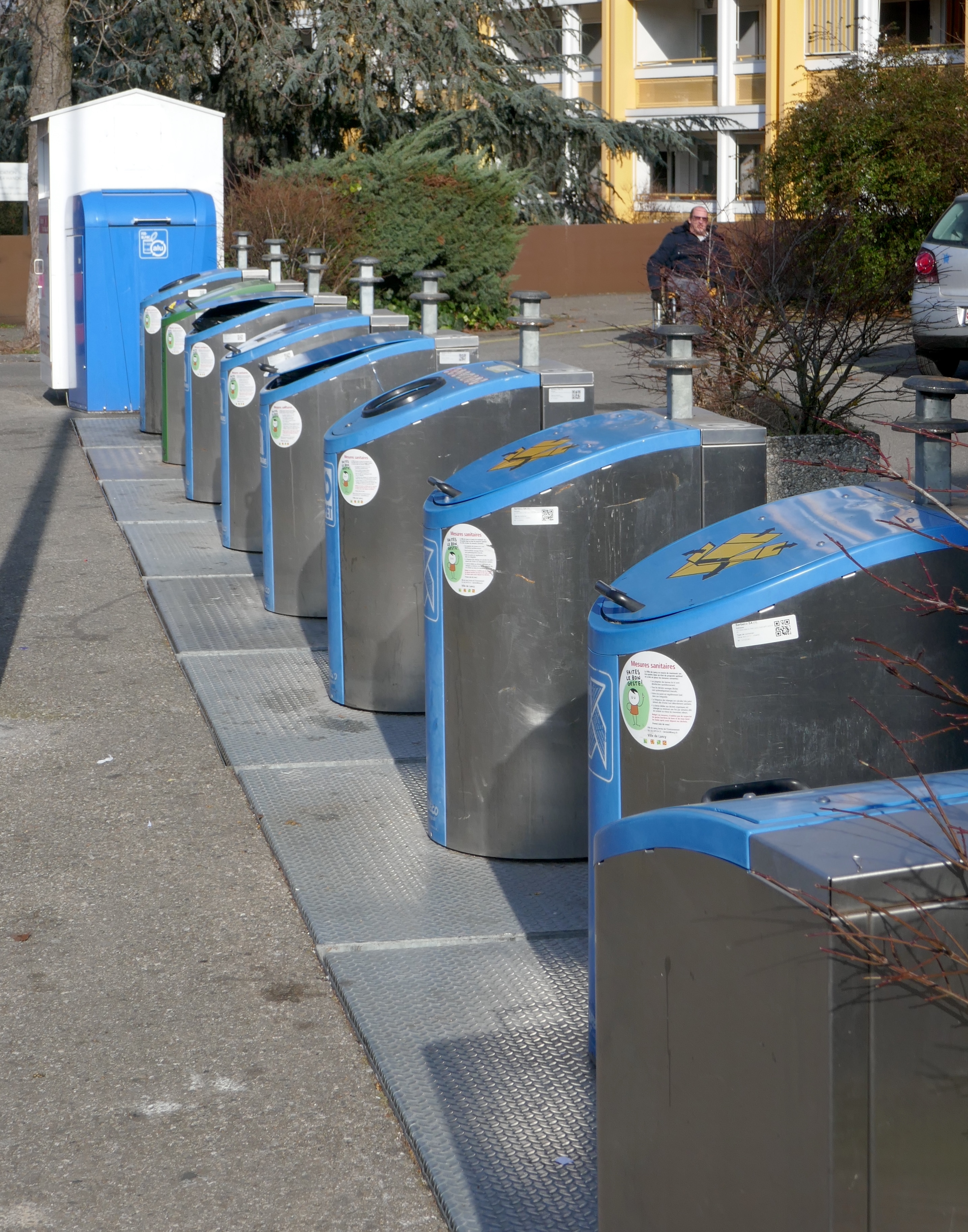
Déchetterie au Petit-Lancy, 2023.

## Sociétés

### Serbeco
L’entreprise historique se concentre sur le transport et la gestion des déchets. Elle pratique l’économie circulaire, concernant le béton et le gravier, et depuis 2021 les pneus.
Vers 2006, elle élargit ses activités à la réinsertion professionnelle de prisonniers arrivés en fin de peine. En collaboration avec l’Hospice général, l’entreprise s’engage dès 2018 dans l’intégration des migrants.
Un projet de recyclage des flacons en plastique est lancé par Serbeco en 2017, puis abandonné en 2019 car non rentable.
En 2014, conception et acquisition d’un camion pour la levée des déchets baptisé « Econic », muni d’une grue électrique, à propulsion hybride. Un camion électrique de 680 cv est acquis en 2020 (Futuricum, Collect Crane 32E). 
En 2019, l’entreprise détient 25 à 35 % de part de marché de la filière de déchet à Genève. En 2022, sa clientèle est composée de collectivités publiques, d’entreprises de construction et d’industries (chacune pour un tiers environ). 

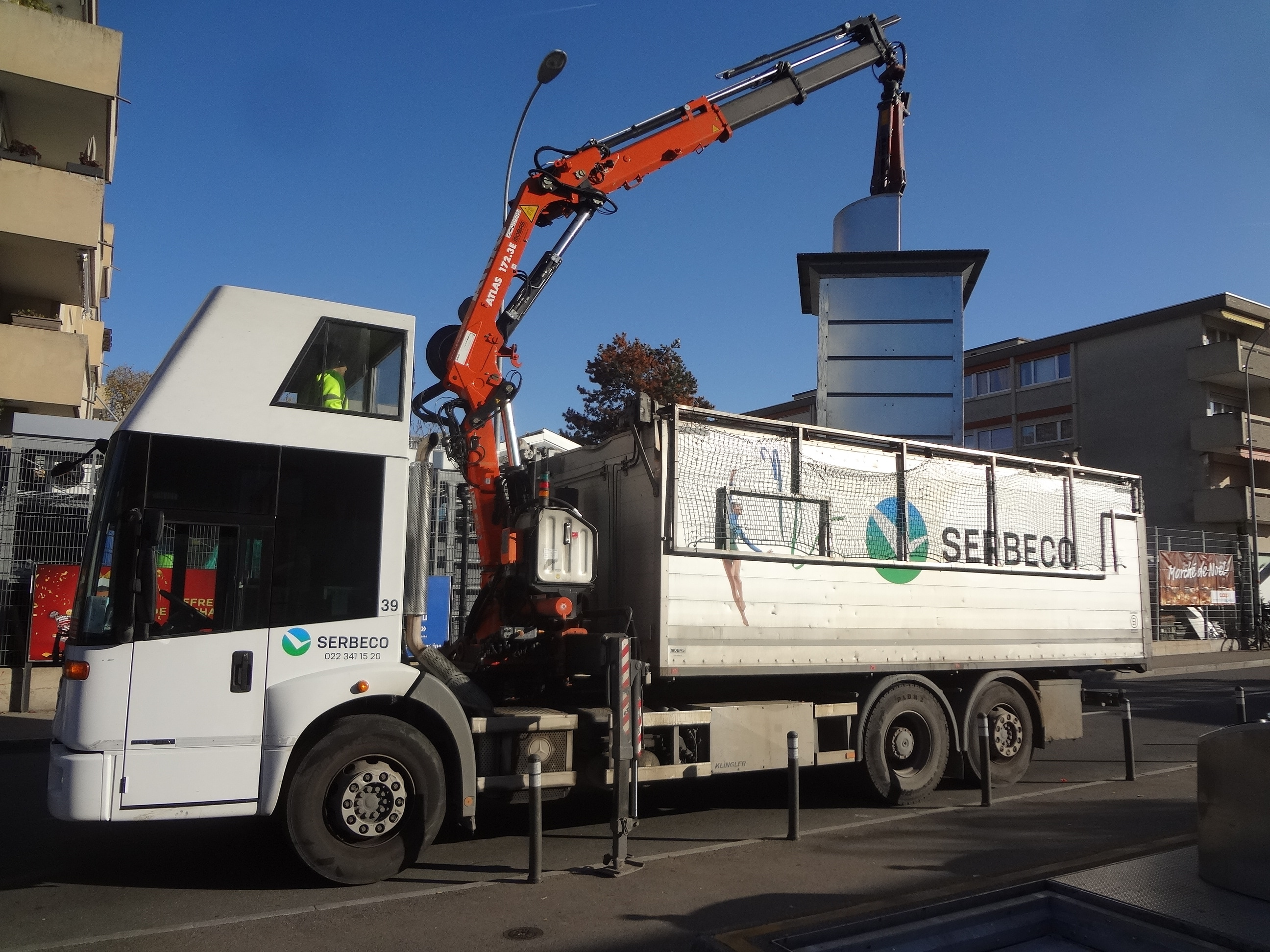
Levée d’un conteneur, Onex, 2019.
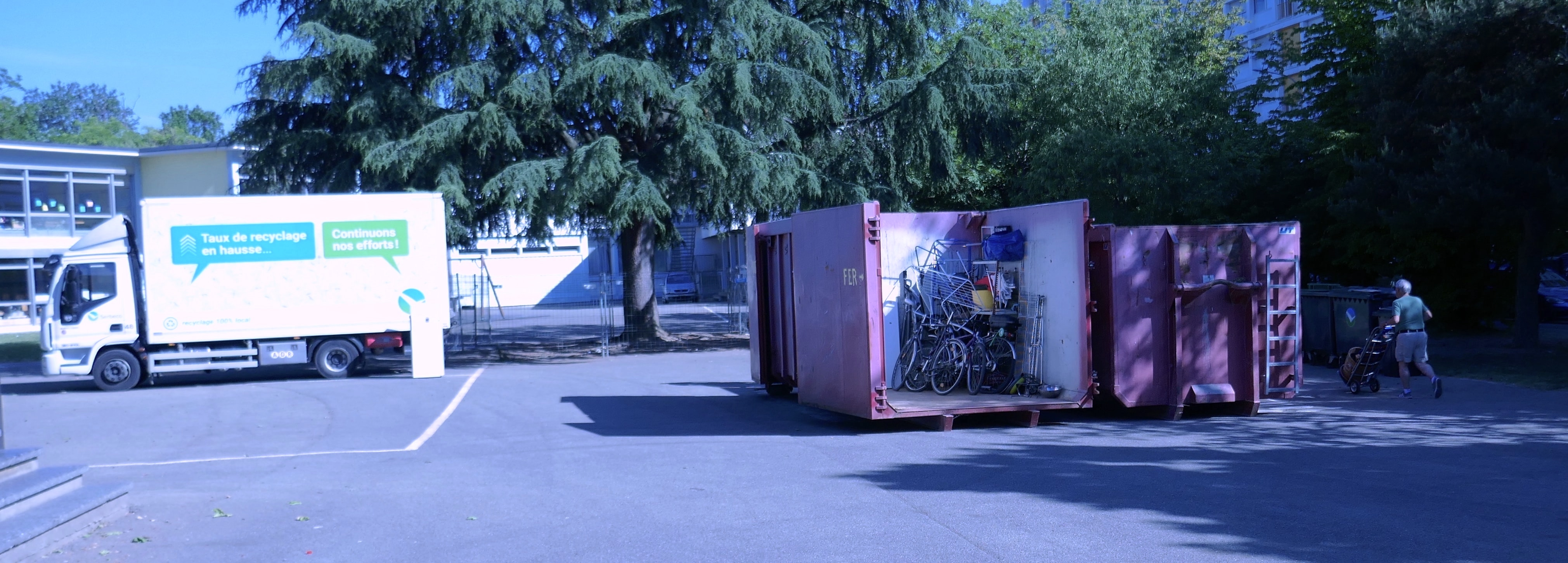
Déchetterie mobile, Onex, 2022.
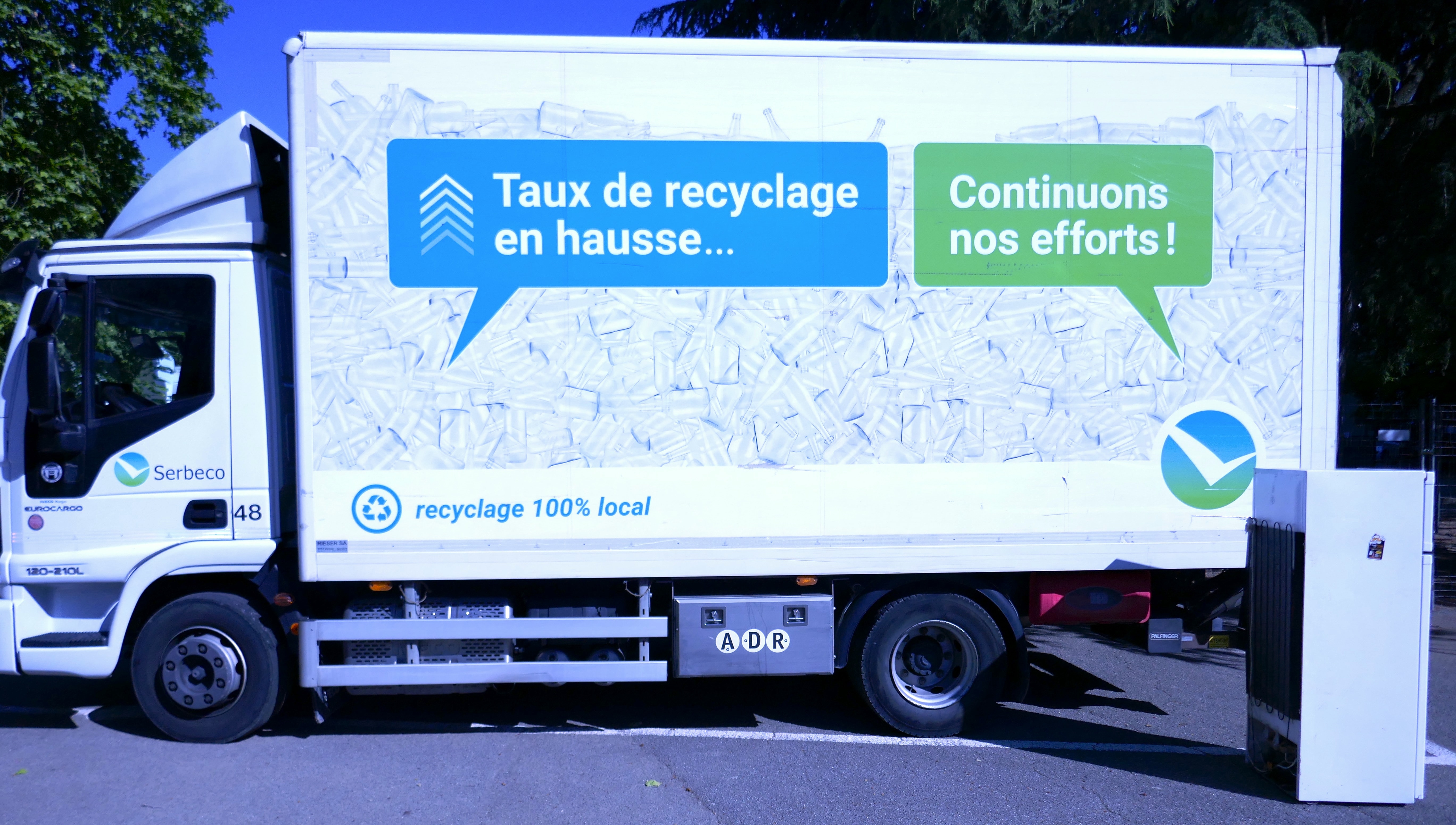
Déchetterie mobile, Onex, 2022.
Logo.

## Durabilité
Dès sa création en 1977, Serbeco a choisi le train pour transporter le verre à recycler. Les wagons partent de son centre de recyclage « "R" Praille » pour le site de Vetropack à Saint-Prex (6 000 tonnes par an). Cependant le site de Bois-de-Bay n'est pas raccordé au train, Serbeco travaille en 2021 avec CFF Cargo et d'autres PME genevoises à la mise en place d'une plateforme commune avec connexion ferroviaire.
Serbeco utilise du biodiesel depuis 2005, d'abord basé sur le surplus de production suisse de colza, puis dès 2012 du biodiesel issu d’huiles et de graisses de récupération. Une installation photovoltaïque sur le toit du site de Satigny (1 100 m2) alimente les véhicules électriques et les machines de l’entreprise,.
En 2014, Serbeco participe aux travaux visant à remplacer les installations de Châtillon et créer un « PôleBio » à l’horizon 2025, capable de traiter 40 000 tonnes de déchets organiques par an. Ce projet est cofinancé par les Services industriels de Genève (SIG), Helvetia Environnement et le Groupe Serbeco.
Serbeco participe au « ZIBAY ECOPARC », lancé en 2021 en collaboration avec l’État de Genève, la Fondation pour les terrains industriels de Genève et la commune de Satigny. Ce projet a pour objectif de faire découvrir les principes de l’écologie industrielle, la diversité des métiers exercés dans la zone industrielle du Bois-de-Bay, et contribuer à transformer durablement les comportements.
L’entreprise est mandatée par l’État de Genève pour intervenir dans les écoles, au niveau secondaire II, avec des animations de 90 minutes centrées sur le développement durable, l’économie circulaire, la transition écologique, et la gestion des déchets (avec l'association AniMuse).
La direction du Groupe vise la neutralité carbone en 2030 et aimerait contribuer à réduire le volume de déchets dans le canton.

## Distinctions
- 2019 : Prix de l'économie genevoise[8]
- 2021 : Prix diplôme du Prix Swiss Venture Club Genève[2],[23],[24].

### Filmographie
- P. Chacón et P. Verdier, « La démonstration de l'écologie industrielle », sur www.lemanbleu.ch, Léman bleu, 24 juin 2021 (consulté le 31 octobre 2022) – Serbeco et l’économie circulaire (2'28")
- « Prix SVC Genève 2021 : le Groupe Serbeco », Swiss Venture Club, 2021 (consulté le 25 novembre 2022) – Présentation du Groupe Serbeco par son directeur Bertrand Girod, pour le Prix SVC 2021 (2'51")